# خوان كارلوس يسكانو
خوان كارلوس يسكانو (بالإسبانية: Juan Carlos Lescano)‏ هو لاعب كرة قدم أرجنتيني في مركز الهجوم، ولد في 18 ديسمبر 1990 في روساريو في الأرجنتين. لعب مع إيفرتون دي فينا ديل مار وريفر بليت.

## وصلات خارجية
- خوان كارلوس يسكانو على موقع قاعدة بيانات كرة القدم.إي يو (الإنجليزية)
- خوان كارلوس يسكانو على موقع Soccerway.com (الإنجليزية)